# ملعب نيوم
ملعب نيوم، هو مشروع ملعب جديد أُعلن عنه في ملف استضافة السعودية لـكأس العالم 2034. ستبدأ أعمال البناء في عام 2027م، ومن المُتوقع افتتاحه في عام 2032م.
يتميز ملعب نيوم بارتفاع أرضيته أكثر من 350 مترًًا عن سطح الأرض، ويشكّل سقفه امتدادًا لسقف المدينة، ليوفر بذلك تجربة استثنائية وغير مسبوقة لحضور مباريات كرة القدم ويجسّد أحد أهم المعالم في العالم. وبعد اختتام البطولة، سيكون استاد نيوم ملعبًا رئيسًا لأحد أندية كرة قدم المحترفين، ومركزًا لبرنامج الأنشطة الرياضية وأنماط الحياة في المدينة.